# يوجينيو تارابيني
يوجينيو تارابيني (بالإيطالية: Eugenio Tarabini)‏‏ (2 مايو 1930 - 25 أغسطس 2018) هو سياسي ومحامي إيطالي، وكان عضوًا في البرلمان الإيطالي في الفترة ما بين 1968 حتى 1994. ولدَ يوجينيو في 2 مايو 1930 في موربينو وتوفي في 25 أغسطس 2018 في سوندريو.